# Klavdija Zbičajnik Plevnik
Klavdija KIA Zbičajnik Plevnik, slovenska pesnica. Rojena 9. 10. 1972 v Slovenj Gradcu, Slovenija.
Dela:
- Svetilnik na arHaiku, pesniška zbirka, 2009.
- Zasinjelo morje, pesniška zbirka, 2011.
- Metulj in labod na sprehodu po Meškovi poti, poetična slikanica, 2015.
- Sanjan sel sveta, pesniška zbirka, 2019.
- Prežihovi odtisi – Vorančeva pot, poetična slikanica, 2020.
- Svetilnik ni pristanišče, pesniška zbirka, 2022.